# Vitrolles (Altos-Alpes)
Vitrolles é uma comuna francesa na região administrativa da Provença-Alpes-Costa Azul, no departamento de Altos-Alpes. Estende-se por uma área de 14,62 km². Em 2010 a comuna tinha 212 habitantes (densidade: 14,5 hab./km²).